# Maiko Nakaoka
Maiko Nakaoka (jap. 中岡 麻衣子, Nakaoka Maiko; * 15. Februar 1985 in Amagasaki) ist eine ehemalige japanische Fußballspielerin.

## Karriere

### Verein
Sie begann ihre Karriere bei Takarazuka Bunnys, wo sie von 1997 bis 1999 spielte. 2003 folgte dann der Wechsel zu Tasaki Perule FC. Sie trug 2003 zum Gewinn der Nihon Joshi Soccer League bei. 2009 folgte dann der Wechsel zu Speranza FC Takatsuki. 2012 folgte dann der Wechsel zu Albirex Niigata Ladies. 2012 beendete sie Spielerkarriere.

### Nationalmannschaft
Im Jahr 2005 debütierte Nakaoka für die japanischen Nationalmannschaft. Sie wurde in den Kader der Asienmeisterschaft der Frauen 2006 und Asienspiele 2006 berufen. Insgesamt bestritt sie 14 Länderspiele für Japan.

## Errungene Titel
- Nihon Joshi Soccer League: 2003